# Anton Friedrich Zschetzsche

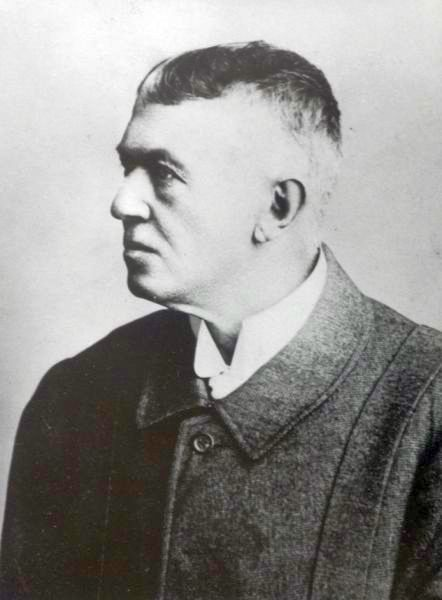
Anton Friedrich Zschetzsche

Anton Friedrich Zschetzsche (* 15. August 1856 in Groß Seelowitz (Židlochovice), Mähren; † 31. August 1922 in Mödling) war ein österreichischer Brückenbau-Ingenieur und Hochschullehrer.

## Jugend
Zschetzsche war der Sohn eines Kupferschmieds, der in der örtlichen Zuckerfabrik angestellt war. Nach seiner Matura an der Oberrealschule in Brünn, die er mit einem sehr guten Zeugnis abschloss, schrieb er sich 1875 an der Deutschen Technischen Hochschule Brünn im Studiengang Bauingenieurwesen ein. Noch vor dem Ende seines Studiums übernahm Zschetzsche die Stelle einer wissenschaftlichen Hilfskraft an der Lehrkanzel für Brückenbau und Baumechanik der Hochschule.

## Leben und Wirken
Nach dem erfolgreichen Studienabschluss 1880 blieb Zschetzsche noch für zwei Jahre als wissenschaftlicher Assistent an der Hochschule.
1882 übernahm er die Stelle eines Bauingenieurs an der Erzherzog Friedrich’schen Kameraldirektion in Teschen. Dort war er maßgeblich am Aufbau der Infrastruktur des in dieser Zeit prosperierenden neuen Schienenverkehrs im Herzogtum Teschen beteiligt. Verantwortlich zeichnete er insbesondere für den Entwurf und die Bauausführung der neu zu errichtenden Brücken des Herzogtums.

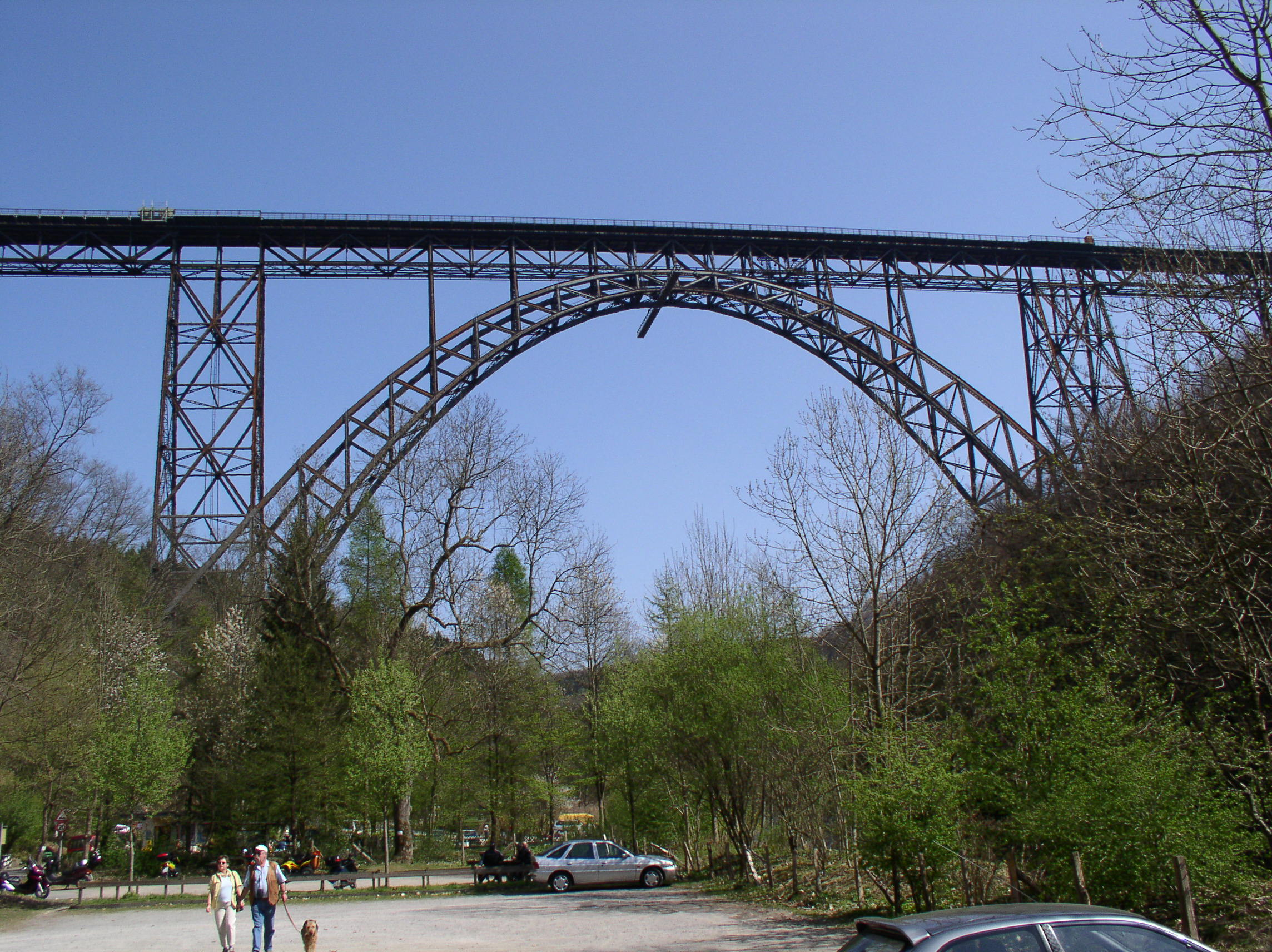
Müngstener Brücke

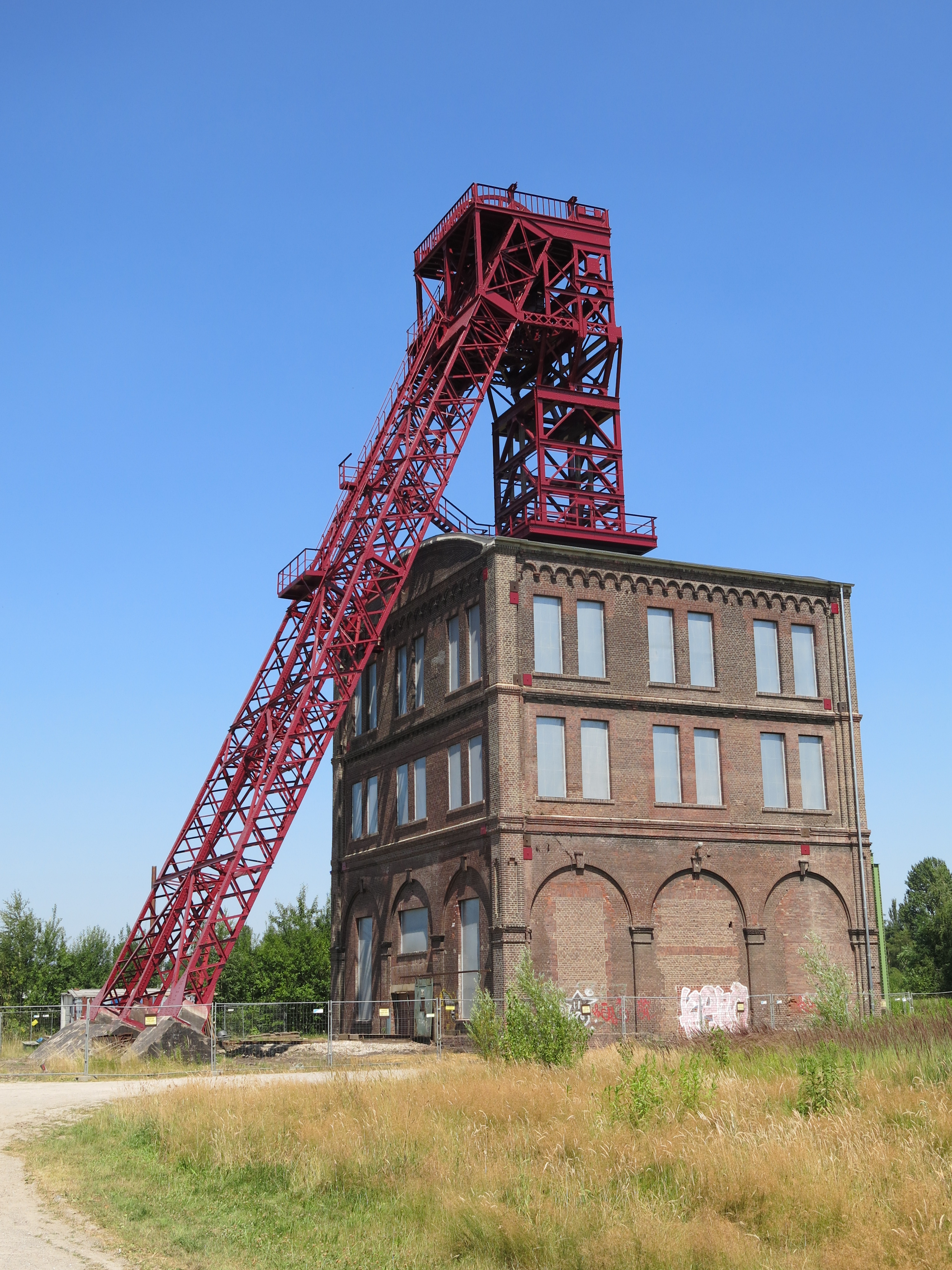
Strebengerüst der Bauart Zschetzsche auf der Zeche Sterkrade

Anfang 1888 wechselte Zschetzsche als Leiter des Brückenbaubüros der Schlick’schen Maschinenfabrik nach Budapest, die er aber schon nach einem Jahr wieder verließ. Ab 1889 arbeitete er beim MAN Werk Gustavsburg, dort war er als Konstrukteur für die Planung und Bauausführung von Brücken verantwortlich, insbesondere als Mitarbeiter von Anton von Rieppel beim Bau der Müngstener Brücke und mit Max Carstanjen bei der Konstruktion der Wuppertaler Schwebebahn. 1896 wechselte Zschetzsche nach Nürnberg zum Stammwerk der Maschinenfabrik Augsburg-Nürnberg.
In dieser Zeit heiratete er 1897 in Bamberg die aus dieser Stadt stammende Erdmuthe Euphrosine Boveri, deren Bruder Otto Boveri ein angesehener Maler und deren Vetter Walter Boveri Mitbegründer des Schweizer Unternehmens Brown, Boveri & Cie. war. Das Paar hatte drei Söhne; die einzige Tochter starb 1899 schon kurz nach der Geburt. Nach der Scheidung (vor 1913) zog Erdmuthe Zscheztsche mit ihren Kindern zurück nach Bamberg. Einer der Söhne, Alexander Zschetzsche (1904–1953), wurde Maler.
Nach zwei Jahren in Nürnberg ging Anton Zschetzsche 1898 als Oberingenieur nach Dortmund zur Brückenbauanstalt Aug. Klönne. Shon 1900 kehrte er wieder in seine Heimat Österreich zurück. Trotz der kurzen Zeitspanne hinterließ er im Ruhrgebiet mit der Konzeption und Konstruktion einer neuen Fördergerüst-Bauart, die als Strebengerüst der Bauart Zschetzsche seinen Namen trägt, ein bleibendes Erbe. Erhaltene Beispiele finden sich auf der Zeche Sterkrade, der Zeche Zeche Carolinenglück und der Zeche Minister Achenbach.
Zurück in Österreich, wo er sich mit seiner Familie in Mödling niederließ, fuhr er täglich mit seinem Fiaker nach Wien, wo er zunächst das Technische Zentralbureau der Aktiengesellschaft K. Ph. Wagner leitete, bis er dann 1902 als Professor an die Technische Hochschule Wien berufen wurde.
In seinen Vorlesungen stand in der Regel das Fachwerk im Vordergrund, an dem er sein besonderes Interesse und seine Liebe im Detail gefunden hatte; so partizipierten seine Studenten aus seinen Erfahrungen in Gustavsburg. 1917 betreute Zschetzsche mit Friedrich Hartmann die Dissertation von Friedrich Bleich über den Viermomentensatz und seine Anwendungen auf die Berechnung statisch unbestimmter Systeme.
Private Probleme und die schweren Zeiten während des Ersten Weltkriegs und in der unmittelbaren Nachkriegszeit ließen den in jungen Jahren lebensfrohen Zschetzsche verbittern, und so wählte er 1922 den Freitod, nachdem er zuvor seine persönlichen Unterlagen und Akten aus der Technischen Hochschule Wien vernichtet hatte.
Anton Friedrich Zschetzsche war Mitglied im Verein Deutscher Ingenieure (VDI).

## Schriften
- Theorie lastverteilender Querverbände. In: Österreichische Ingenieur- und Architekten-Zeitschrift, 45. Jahrgang 1893, Heft 43, S. 553–562 / Heft 44, S. 572–579 / Heft 45, S. 588–593 / Heft 46, S. 607–611.
- Die Kuppel des Reichstagshauses. In: Österreichische Ingenieur- und Architekten-Zeitschrift, 53. Jahrgang 1901, Heft 4, S. 52–60 / Heft 5, S. 65–70 / Heft 6, S. 81–87.
- Die graphische Statik. (Vorlesungsmitschrift, nach einem Manuskript vervielfältigt) Technische Hochschule Wien, 1903.
- Zur Frage Formänderungsarbeit bei Torsion. In: Österreichische Wochenschrift für den öffentlichen Baudienst, 11. Jahrgang 1905.
- Handbuch der Baustatik. Vorträge und Abhandlungen von A. F. Zschetzsche. Band 1: Anordnung, statische Kennzeichnung und statische Wertung der Tragweite mit Berücksichtigung der Kriegsbrücken-Systeme. A. Bagel, Düsseldorf 1912.